# Frederik Beijerinck (1694-1779)
Frederik Beijerinck (Nijmegen, 29 juli 1694 -  Arnhem, 8 augustus 1779) was een Nederlandse landmeter en waterbouwkundige. Hij was de oom van de waterbouwkundigen Willem Beijerinck (1756-1808) en Frederik Beijerinck (1766-1838) en de oudoom van Jan Anne Beijerinck. Hij was opgeleid als kuiper maar werkte vooral als landmeter, een beroep voor de uitoefening waarvan hij op 9 mei 1739 van het Hof van Gelderland bevoegdheid had gekregen.

## Cartografisch werk
Hij was kuiper, maar dat werk interesseerde  hem niet zo. Toen hij de gelegenheid kreeg om de kuiperij overste laten aan zijn schoonzoon Lambert van Aalst stopte hij daarmee en besteedde al zijn tijd aan landmeten. Op 45-jarige leeftijd kreeg hij zijn bevoegdheid, maar pas op zijn 58e begon hij met eigen werk, Hij begon toen samen met provinciaal landmeter Willem Leenen aan de kartering van de polders onder de Dijkstoel van Wageningen en Bennekom en bij de aanleg van een inlaagdijk te Herwen. Verder werkte hij zelfstandig voor de stad Arnhem. In 1755 (dus op zijn 61e) trad hij op als vervanger van de zieke Leenen bij de oplevering van de nieuwe brug buiten de Sabelspoort. Beijerinck kreeg van de stad ook karteeropdrachten, bijvoorbeeld in 1766 inzake de Sint-Maartenskerk en de Oude Deventerweg. Als vrije ondernemer werkte Beijerinck in Arnhem en elders in de provincie ook voor particulieren, voornamelijk als die zijn hulp inriepen bij het beslechten van geschillen. Bekend in dit verband is zijn bemoeienis met de rechten op het water bij De Cannenburg onder Vaassen, bij gelegenheid waarvan hij in 1761 een kaart leverde.

## Familieperikelen
Zijn schoonzoon en compagnon Lambert van Aalst erfde namelijk van zijn ouders aanzienlijke schulden, waarvoor ook de in gemeenschap van goederen gehuwde Anna Catharina werd aangesproken. In 1753 dreigde ook beslag te worden gelegd op het huis in de Turfstraat en op haar vaders roerende goederen daarin. Als tegenspelers had Beijerinck burgemeester Cornelis van der Hart en gouverneur Andries C.F. de Roode van Heeckeren. De zaak werd tot voor het Hof uitgevochten. Mede door de schulden ging het niet goed met de zaak en Beijerinck zag naarstig om naar alternatief emplooi voor zijn schoonzoon. Zo pachtte hij in de jaren 1756-1767 de stadswaag en kon hij ervoor zorgen dat Lambert van Aalst er beëdigd meester werd.
In augustus 1761 werd Beijerinck door de magistraat aangesteld als opzichter bij de bouw van de nieuwe waag op de hoek van de Turfstraat en de Grote Markt in Arnhem. Toen het gebouw in 1767 werd opgeleverd, zorgde Beijerinck voor de aanstelling van zijn schoonzoon als vaste waagmeester. Deze zou dit tot 1797 blijven.
In 1760 was in Arnhem de invoering van straatbelasting aan de orde en toen gezocht werd naar een beëdigd landmeter om de aandelen van de individuele huiseigenaren op te meten en de uitkomsten daarvan in een legger vast te leggen, viel ook hiervoor de keuze op Frederik Beijerinck. Aan de hand van de legger die Beijerinck in 1763 opleverde kan de ligging van zijn eigen woonhuis in de Turfstraat eenduidig worden bepaald: vanaf de Bakkerstraat gezien, aan de linkerzijde, ruwweg aan de voet van toren van de Sint Eusebiuskerk. Vooral doordat provinciaal landmeter Willem Leenen vanaf najaar 1762 wegens ziekte bij herhaling verstek moest laten gaan, kreeg Beijerinck het gaandeweg drukker. Zo werd hij in oktober 1763 bereid gevonden voor de Gelderse Rekenkamer een kopie te maken van een kaart van de hoge heerlijkheid Het Loo rond Apeldoorn, waarvan Leenen het origineel in 1762 had opgeleverd.

## Latere carrière
Beijerinck ging landmeter Leenen meer en meer ging vervangen in diens waterstaatkundige taken betreffende de bovenrivieren. Ook sprong hij voor Leenen in bij het examineren van kandidaat-landmeters. Daags na het overlijden van Leenen, eind juni 1764, solliciteerde de inmiddels bijna 70-jarige Beijerinck naar de daarmee vrij gekomen functie van provinciaal landmeter van Gelderland. Hij werd echter gepasseerd, want de 23-jarige Jacob G.J. van Hasselt kreeg de baan. Deze was begin dat jaar door Beijerinck – als examinator invallend voor Leenen – nog aan de vereiste landmeteradmissie was geholpen. Blijkbaar had Van Hasselt betere relaties. Maar inhoudelijk bleef Beijerinck het in die tijd verantwoordelijke rivierwerk doen, formeel onder Van Hasselt.

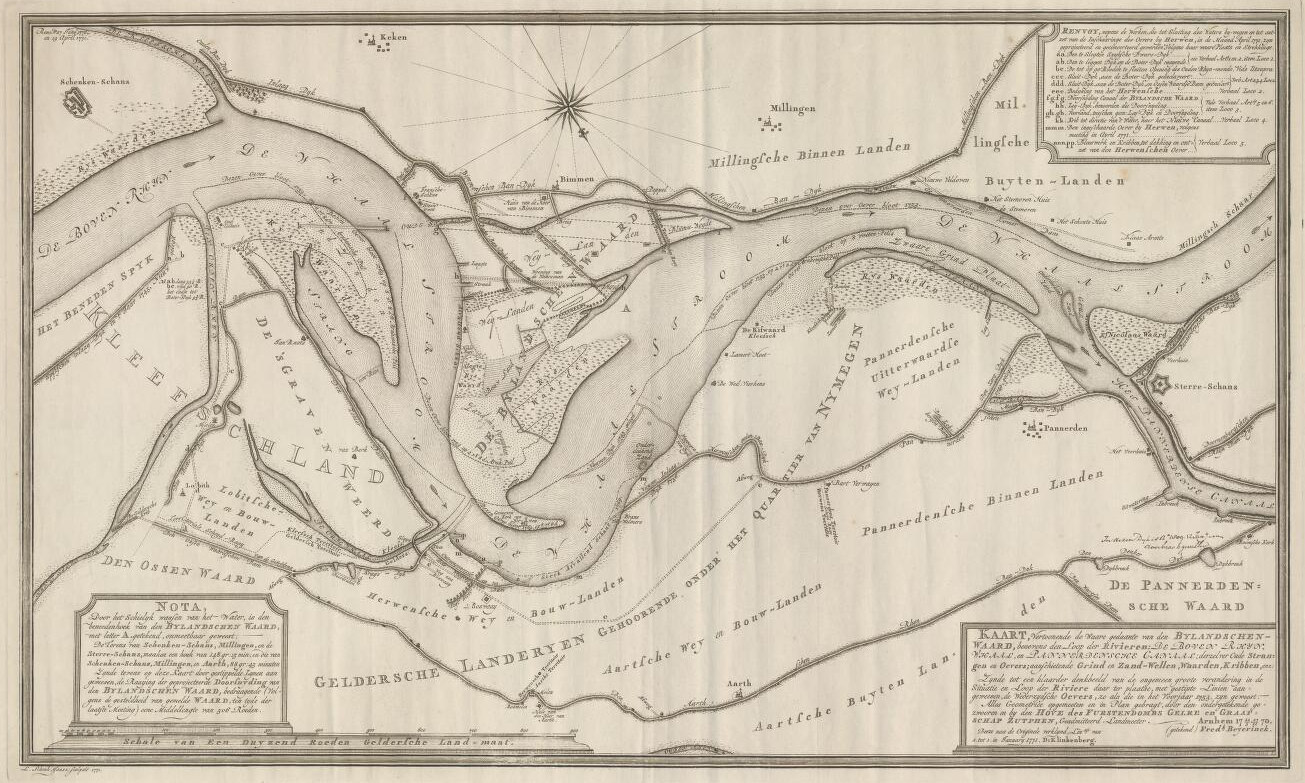
Bylandschen Waard (1770)

Na Leenen werd Beijerinck dus de rivierkundig deskundige van Gelderland en zo genoot hij ook bekendheid in de andere bij het rivierbeheer betrokken gewesten Overijssel, Utrecht en Holland. Toen in 1766 de standpunten van de diverse gewesten en kwartieren over het rivierbeheer niet te verenigen bleken en de jonge stadhouder Willem V het initiatief nam tot een interprovinciale vergadering in de Trêveszaal in Den Haag, was Beijerinck als Gelders deskundige van de partij. In 1770 was hij in Arnhem bij het overleg tussen de Republiek en Pruisen. Daar kreeg Beijerinck de gecommitteerden achter zijn plan tot doorgraving van de Pley bij Westervoort, waarmee een verbetering van de afvoer van de IJssel werd beoogd. In 1768 had hij het gebied al opgemeten en gekarteerd. In 1770 heeft hij een kaart gepubliceerd van het Bijlandsch kanaal. Het is overigens niet helemaal duidelijk of deze kaart van hem is, of van zijn neef Frederik. 
In de door hem uitgebrachte nota’s toonde Beijerinck zich meer dan een goede cartograaf, hij had ook verstand van het water zelf; hij was rivierkundige en waterbouwkundig ontwerper. Dat liet hij merken toen hij in de pen klom tegen de Hollandse deskundige Cornelis Velsen, die in 1768 een tweede druk uitbracht van zijn Rivierkundige verhandeling uit 1749, die volgens Beijerinck – anders dan Velsen beweerde – geen verbetering, noch vermeerdering van de eerste uitgave was. Beijerinck droeg zijn scherpe kritiek in 1770 in gedrukte vorm op aan het bestuur van het Bataafsch Genootschap der Proefondervindelijke Wijsbegeerte te Rotterdam, een instelling waarvan hij in datzelfde jaar lid werd. Daarmee vestigde de inmiddels bijna 76jarige zijn naam in brede technisch-wetenschappelijke kring.

## Opvolging
Zijn eigen kinderen hadden niet veel belangstelling voor zijn waterbouwkundig werk. Maar zijn neef Martinus Beijerinck, de in 1718 geboren zoon van zijn broer Peter. Martinus, ook begonnen als kuiper en aannemer, was met een landmeteradmissie in 1747 in het voetspoor van zijn oom getreden. Martinus’ zoons, Willem en Frederik, werden ook landmeter. Ook hun kinderen kwamen in dit vak terecht.
- Bibliothèque nationale de France: cb17160542v (data)
- Biografisch Portaal: 13626617
- International Standard Name Identifier: 0000 0003 8853 2097
- Virtual International Authority File: 281728842